# 4813-as mellékút (Magyarország)
A 4813-as mellékút egy bő 10 kilométeres hosszúságú, négy számjegyű mellékút Hajdú-Bihar vármegye keleti részén: Hencidától vezet Nagykerekiig.

## Nyomvonala
Hencida belterületének északnyugati részén ágazik ki a 4812-es útból, annak a 13+450-es kilométerszelvénye közelében, dél-délkelet felé. Kossuth utca néven húzódik végig a község központján, majd a déli falurészben keletebbi irányt vesz, és a lakott terület déli szélét elhagyva, kevéssel a másfeledik kilométere előtt átszeli a Berettyót. Több irányváltása ellenére nagyjából kelet-délkelet felé folytatódik, a 3+650-es kilométerszelvénye közelében kiágazik belőle délnek a Bojt-Biharkeresztes felé vezető 4817-es út. Az ötödik kilométere után pedig ez az út is valamivel délebbi irányt vesz; ugyanott eléri Kismarja határát; egy darabig csak azt követi, 6,5 kilométer után pedig teljesen kismarjai területre ér. E helységnek épp csak a külterületeit érinti, a 8+450-es kilométerszelvényénél pedig tovább is lép onnan, Nagykereki határai közé. A 9. kilométerénél – felüljárón, csomópont nélkül – áthalad az M4-es autóút felett, és kevéssel ezután véget is ér, beletorkollva a 4808-as útba, annak a 37+750-es kilométerszelvénye közelében.
Teljes hossza, az országos közutak térképes nyilvántartását szolgáló kira.kozut.hu adatbázisa szerint 10,604 kilométer.

## Története
A Kartográfiai Vállalat 1990-ben megjelentetett Magyarország autóatlasza a teljes szakaszát kiépített, portalanított útként jelöli.

## Települések az út mentén
- Hencida
- (Kismarja)
- Nagykereki